# Staryj Biełyj Jar
Staryj Biełyj Jar (ros. Старый Белый Яр) – wieś (sieło) w Rosji, w obwodzie uljanowskim, w rejonie czerdaklińskim. W 2010 liczyła 856 mieszkańców.